# Idioma protomixtecano
El protomixtecano es la protolengua de filiación otomangueana a partir de la cual se originaron los tres brazos del grupo de lenguas mixtecanas. Estas tres ramas mixtecanas son las lenguas mixtecas, las triquis y las cuicatecas, que se encuentran entre las más antiguas lenguas que se hablan en Mesoamérica. 
Dado que las lenguas mesoamericanas carecieron de escritura fonética, la reconstrucción de las protolenguas de la región ha tenido que recurrir principalmente a la deducción de las leyes lingüísticas de las lenguas habladas en la actualidad. 
El protomixtecano fue reconstruido en gran parte por Calvin Rensch en la década de 1970, estableciendo cognados con el protootomangue, que es la lengua a partir de la cual se diversificó esa amplia y antigua familia lingüística mesoamericana. Es un estadio hipotético que corresponde al momento anterior a la diversificación de los agrupamientos lingüísticos triqui, cuicateco y mixteco a partir del prototriqui, el protocuicateco y el protomixteco respectivamente. 